# Johann Andreas Herbst
Johann Andreas Herbst (Nuremberg, 9 de juny de 1588 - Frankfurt, 24 de gener de 1666) fou un compositor i teòric musical del Barroc. Fou mestre de capella del landgravi de Hessen i més tard de l'església del Carme de Frankfurt. Herbst és conegut principalment per haver estat el primer a formular la prohibició de les quintes i octaves ocultes en la pràctica de l'harmonia, regla observada rigorosament fins a primers de segle XX i que els compositors post-wagnerians començaren a transgredir, primer amb gran timidesa i després amb sencera llibertat. Les seves obres principals són: Música practica (1642), un dels primers mètodes científics de solfeig; Música poètica, tractat d'escriptura musical que guarda la regla en qüestió (1643); Art practica i poètica (1653). També deixà algunes composicions, a saber: Meletemata sacra Davidis..., de 3 a 5 veus (1619), i Theatrum amoris, madrigals alemanys de 5 a 6 veus (1613).